# Cuento infantil

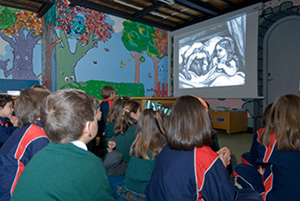
Niños en una actividad infantil en la Biblioteca Municipal Infantil y Juvenil de La Coruña, España (2009).

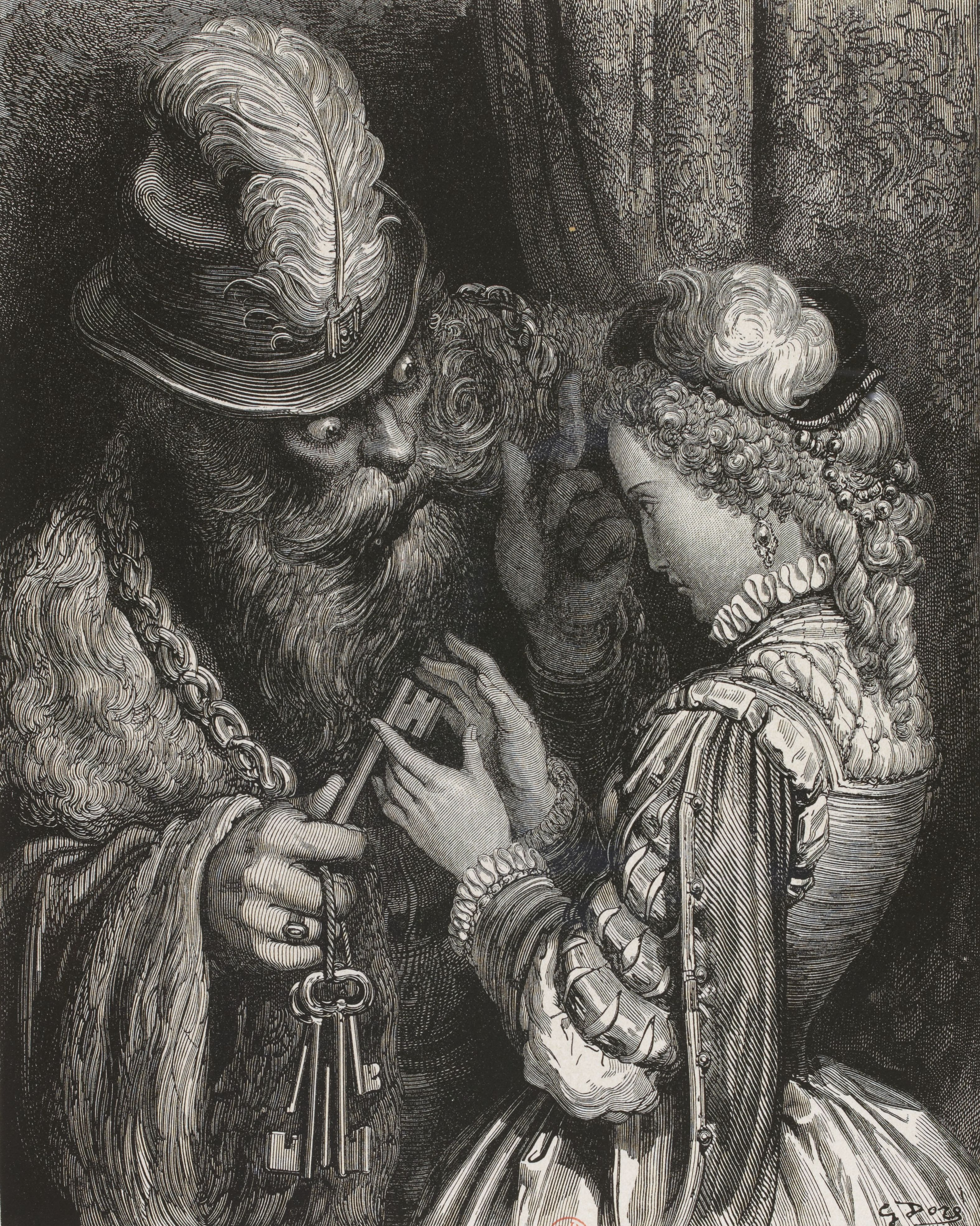
Barba Azul, cuento de Charles Perrault, en una litografía de Gustave Doré.

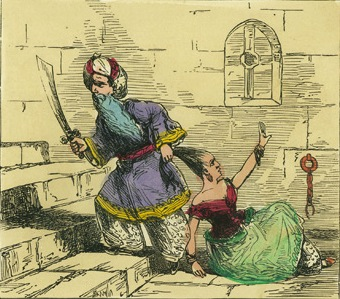
Barba Azul, ilustración de Edmund Evans, probablemente hacia 1888.

El cuento infantil es el cuento que va dirigido a un público infantil. También puede utilizarse la expresión para señalar o para referirse a los cuentos escritos por niños.
Los términos cuento infantil y cuento para niños con cierta frecuencia se suelen utilizar como sinónimos, pero hoy en día se constata :
- una alta alfabetización de los niños en el correr del siglo XX y en lo que va del siglo XXI ;
- una gran promoción de la creatividad en el sistema escolar, en sus diversas formas, y ya desde edades tempranas;[3]
- el establecimiento de concursos literarios para niños con relativa frecuencia en las últimas décadas.[4][5]

Por tanto, bien puede decirse que la literatura escrita por niños obtuvo ya carácter propio, y que netamente ella se diferencia de la literatura escrita para niños (el término más preciso para referirse a un cuento escrito para un público infantil, tal vez es cuento para niños).
La literatura para niños favorece su imaginación y les permite integrarse a su mundo socialmente hablando, pues les ofrece un panorama de su entorno inmediato y los ayuda a solucionar problemas.
Los cuentos son casi tan antiguos como la vida misma. Y es que la costumbre de contar cuentos se ha ido trasmitiendo de generación en generación, mediante historias maravillosas, con los cuales enseñamos a nuestros niños su relación con la vida.
Los cuentos infantiles poseen una narración clara y tienen una sencilla comprensión. Con ellos no solo mejoraremos la capacidad de comprensión del niño, sino también le ayudaremos a desarrollar su capacidad de comunicación. Además, aumentará y se desarrollará su vocabulario, su fantasía, su imaginación y el amor por la lectura.
Los cuentos para niños están fuertemente asociados a los cuentos de hadas, aunque no todos los cuentos de hadas son para niños, ni todos los cuentos para niños son de hadas.
Los cuentos, que han sido parte del crecimiento de los seres humanos desde tiempos muy antiguos, permiten jugar con la imaginación, fantasear y crear nuevos mundos, personajes, paisajes, seres irreales. Estos les ayudan también en el habla y en el desarrollo de cómo expresarse y tener interacción con otros tipos de comunicación. Esta es una forma clara de abrir nuestra mente a cosas nuevas, la creatividad y la enseñanza son parte fundamental de estos ya que el leerlos no solo te divierte o entretiene, si no te aporta conocimiento o aprendizaje para la vida diaria. Es importante impulsar la lectura de estos ya que así estas tradiciones no se perderán, existen cuentos mexicanos que resaltan la belleza de nuestras costumbres, de esta forma alimentamos el hábito familiar de leer, revivir tradiciones culturales y tener niños con la capacidad de imaginar.